# Буткявичюс, Альфонсас
Альфонсас Буткявичюс (лит. Alfonsas Butkevičius; род. 3 декабря 1953, Ужвентис, Кельмеский район) — литовский шашечный композитор, политический и общественный деятель, фермер. Серебряный (1989, 1993) и бронзовый (1995) призёр чемпионатов Литвы по шашечной композиции (все — в разделе этюды в русские шашки). Член партии «Порядок и справедливость». В Союзе любителей шашечной композиции Литвы председатель Ревизионной комиссии.
Руководитель производства в «Norbeworks».
Проживает в Кельмеском районе.

## Биография
В 1973 году в Шяуляе завершил политехнический техникум (Šiaulių K. Didžiulio politechnikumas).
В 1988 году закончил Гомельский кооперативный институт.
Вступил в 2002 году в Либеральную-демократическую партию (с 2006 года — партия «Порядок и справедливость»). С 2010 года председатель отделения партии в Пакруойском районе.
В 2007—2011 гг. и в 2011 году состоял в Совете Пакруойского района.

## Спорт
Участник 12 чемпионатов Литвы по шашечной композиции (1981, 1984, 1985, 1986, 1989, 1998, 1999, 2000, 2002, 2003, 2004, 2007)
Чемпионаты Литвы
2 место: 1989 (раздел этюды-64), 1993 (раздел этюды-64).
3 место: 1995 (раздел этюды-64).

## Семья
Жена Кристина, дочь Рита.